# Trattato anglo-egiziano del 1936
Il trattato anglo-egiziano del 1936 (nome in inglese: The Treaty of Alliance Between His Majesty, in Respect of the United Kingdom, and His Majesty the King of Egypt) fu firmato in occasione della seconda guerra italo-abissina del 1935, per il timore del giovane re Fārūq I che gli italiani invadessero l'Egitto.
La firma del trattato scatenò un'ondata di manifestazioni anti-britanniche e anti-wafdiste, dal momento che i nazionalisti vi vedevano un chiaro segno della cedevolezza egiziana alla potenza britannica, che fortemente s'ingeriva da oltre mezzo secolo nelle vicende del Paese, condizionandone la politica, la cultura e l'economia.
In base a questo trattato, fu stabilito che il Regno Unito avrebbe sgomberato tutte le sue forze armate presenti sul suolo egiziano, con la corposa eccezione di diecimila uomini posti a protezione del Canale di Suez e delle sue sponde. Inoltre il Regno Unito s'impegnava a rifornire e ad addestrare le forze armate egiziane, e a soccorrere l'Egitto in caso di guerra. Il trattato fu firmato il 26 agosto e ratificato il 22 dicembre. Si stabilì che esso avrebbe avuto una durata ventennale.
In virtù dell'Accordo anglo-egiziano del 1899, l'Egitto e il Regno Unito avrebbero esercitato congiuntamente la sovranità nel "condominio sudanese" ma, nei fatti, i britannici solo governarono quella regione essendo l'Egitto un possedimento britannico de jure fino al 1922. In maniera implicita, il trattato del 1936 favoriva palesemente lo status quo, permettendo la prosecuzione delle ingerenze di Londra nel Paese arabo. Il Regno Unito infatti non smobilitò le truppe di stanza in Egitto e, durante la Seconda guerra mondiale, esse furono usate per bloccare l'avanzata italo-tedesca in Nordafrica. Solo dopo la guerra l'Impero britannico cominciò una lenta e graduale smobilitazione delle truppe, nel 1946 venne restituita agli egiziani la Cittadella del Cairo che per 64 anni era stata il centro amministrativo e militare britannico in Egitto. Nel 1952, con la caduta della monarchia in Egitto il ritiro britannico aumentò ma esso si concluse solo dopo la crisi di Suez del 1956.
Infine il governo wafdista abrogò il trattato in modo unilaterale, nel 1952. Tre anni più tardi il Regno Unito accettò di ritirare le proprie truppe ma le operazioni si protrassero con voluta lentezza, fino al 26 luglio del 1956, quando la nazionalizzazione del canale di Suez da parte di Gamāl ʿAbd al-Nāṣer, fece recuperare la piena sovranità all'Egitto, perduta il 19 e 20 settembre del 1882 con la battaglia di Tell al-Kebir.